# 豊田テレビ中継局
豊田テレビ中継局（とよたテレビちゅうけいきょく）は、かつて愛知県豊田市にあった地上アナログテレビの中継局である。2011年7月24日のアナログ放送終了とともに廃止された。

## 中継局概要
| チャンネル | 放送局名             | 空中線電力        | ERP              | 放送対象 地域 | 放送区域 内世帯数 | 偏波面   |
| ---------- | -------------------- | ----------------- | ---------------- | ------------- | ----------------- | -------- |
| 49ch       | TVA テレビ愛知       | 映像10W/ 音声2.5W | 映像89W/ 音声22W | 愛知県        | 約-世帯           | 垂直偏波 |
| 51ch       | NHK 名古屋教育       | 映像10W/ 音声2.5W | 映像89W/ 音声22W | 全国          | 約-世帯           | 垂直偏波 |
| 53ch       | NHK 名古屋総合       | 映像10W/ 音声2.5W | 映像89W/ 音声22W | 愛知県        | 約-世帯           | 垂直偏波 |
| 55ch       | CBC 中部日本放送     | 映像10W/ 音声2.5W | 映像83W/ 音声21W | 中京広域圏    | 約-世帯           | 垂直偏波 |
| 57ch       | THK 東海テレビ放送   | 映像10W/ 音声2.5W | 映像83W/ 音声21W | 中京広域圏    | 約-世帯           | 垂直偏波 |
| 59ch       | CTV 中京テレビ放送   | 映像10W/ 音声2.5W | 映像83W/ 音声21W | 中京広域圏    | 約-世帯           | 垂直偏波 |
| 61ch       | NBN 名古屋テレビ放送 | 映像10W/ 音声2.5W | 映像83W/ 音声21W | 中京広域圏    | 約-世帯           | 垂直偏波 |

- デジタルテレビについては、瀬戸デジタルタワーからの電波を受信している。

## 所在地
- 豊田市宮前町3丁目の野見山

## 放送エリア
- 名古屋本局（名古屋テレビ塔・東山タワー）からの電波が届きにくい豊田市中心部の大部分をカバーしていた。

## 歴史
- 1979年3月24日 CBC中部日本放送・豊田テレビ放送所が開局。
- 1984年7月25日 TVAテレビ愛知・豊田テレビ中継放送局が開局。
- 2011年7月24日 全局廃局となった。